# António Maria Santos da Cunha
António Maria Santos da Cunha ComC • OIP (10 de Novembro de 1911 - 26 de março de 1972) foi um político português.

## Biografia
Foi Presidente da Câmara Municipal de Braga, cargo que ocuparia desde 28 de Março de 1949 até 10 de Março de 1961.
A 5 de Março de 1960 foi feito Oficial da Ordem da Instrução Pública e a 31 de Maio de 1961 foi feito Comendador da Ordem Militar de Cristo.
Depois disso, foi ainda Governador Civil  do Distrito de Braga de 30-11-1968 a 26-03-1972, deputado à Assembleia Nacional, durante duas legislaturas e ainda presidente da Santa Casa da Misericórdia de Braga.
Era irmão de Antão Santos da Cunha.